# Albin Sawatzki
Albin Sawatzki (* 6. Oktober 1909 in Weißfluß bei Danzig; † 1. Mai 1945 in Warburg) war deutscher Ingenieur und in der Endphase des nationalsozialistischen Deutschen Reiches für die Serienfertigung der Boden-Boden-Rakete A4 im unter Tage gelegenen Mittelwerk verantwortlich.

## Leben
Sawatzki, seit Mai 1933 Mitglied der NSDAP, war zunächst Betriebsleiter bei Henschel & Sohn in Kassel und dort Beauftragter für die Panzerfertigung. Dabei war er für die Fertigung des Panzerkampfwagen VI Tiger verantwortlich. Im Juli 1943 wurde Sawatzki im Sonderausschuss A4, der sich mit Fragen von Erprobung und Fertigung der A4 beschäftigte, durch Rüstungsminister Albert Speer als Leiter des Arbeitsausschusses Serienfertigung berufen. Zunächst hatte er seinen Dienstsitz in der Heeresversuchsanstalt Peenemünde und nach der Bombardierung der Heeresversuchsanstalt Peenemünde ab Anfang September 1943 in Nordhausen. Ab Februar 1944 wurde Sawatzki schließlich als Direktor der Planungsabteilung Mitglied der Geschäftsführung der Mittelwerk GmbH. Sawatzkis Arbeitsausschuss bereitete die Serienfertigung der Rakete vor, unter anderem mit der Einrichtung von unterirdischen Fabriken. Die bekannteste Produktionsstätte, das Mittelwerk in der Stollenanlage im Kohnstein, war über ein Jahr lang in Betrieb. Dort mussten Häftlinge des Konzentrationslagers Dora-Mittelbau unter katastrophalen Bedingungen die Stollen vortreiben und später teils auch Raketen produzieren. 1944 wurde Sawatzki darüber hinaus Technischer Direktor bei Henschel. Aufgrund seiner „Verdienste um die deutsche Rüstung“ erhielt Sawatzki durch Adolf Hitler eine Dotation von 30.000 RM. 
Kurz vor Kriegsende entzog sich Sawatzki der am 6. April 1945 eingeleiteten Evakuierung von 450 Raketenspezialisten in die Alpenfestung nach Oberammergau und setzte die von der SS befohlene Zerstörung der Stollenanlage im Kohnstein nicht um.:148–152 Am 11. April 1945 marschierte die US-Armee in Nordhausen und Niedersachswerfen ein und entdeckte die unterirdische Stollenanlage im Kohnstein, in der zusätzlich zu den Gefangenen des Konzentrationslagers mehr als 10.000 Menschen aus der Umgebung Zuflucht gefunden hatten. Am 13. April 1945 wurde Sawatzki von ehemaligen Häftlingen misshandelt und am 14. April 1945 durch die US-Armee verhört.:153 Er kam unter unbekannten Umständen am 1. Mai 1945 im westfälischen Warburg zu Tode.